# Alaska Botanical Garden

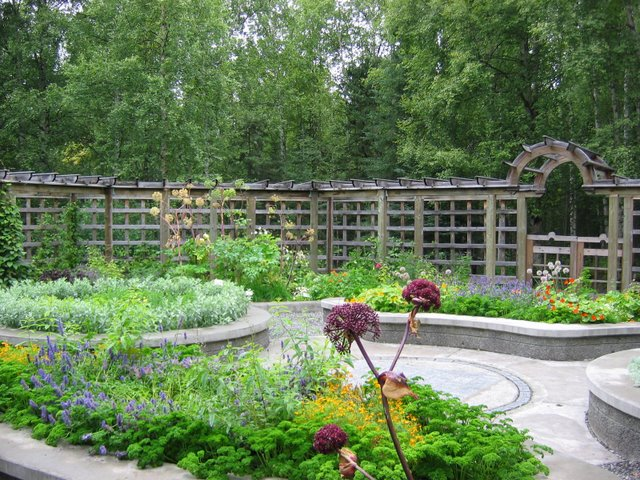
Der Kräutergarten

Der Alaska Botanical Garden ist ein Botanischer Garten in Anchorage, Alaska. Der Botanische Garten mit einer Fläche von 445.122 m², wurde 1993 eröffnet und ist gegen eine Eintrittsgebühr das ganze Jahr über besuchbar.
Der Garten besteht im Wesentlichen aus Fichten bzw. Wald. Häufig lassen sich auf dem Areal Wildtiere beobachten (zum Beispiel Elche und gelegentlich Bären).
Folgende Kulturen werden in dem Garten angetroffen:
- 1.100 Arten von Ausdauernden Pflanzen, von denen rund 150 Arten in Alaska heimisch sind.
- Ein Kräutergarten
- Ein Felsgarten mit über 350 alpinen Pflanzenarten
- Ein Wildblumenpfad
- Der Lowenfels Family Nature Trail, ein 1,8 km langer Wanderpfad